# Luigi Cansani
Don Luigi Cansani (Cadro, 1º ottobre 1927 – Novazzano, 26 marzo 2017) è stato un presbitero, organista e compositore svizzero-italiano.

## Biografia
Figlio di Giovanni Cansani e di Luigina Martinaglia di Cadro, entrò giovanissimo al Seminario diocesano di San Carlo Borromeo di Lugano e ben presto si rivelarono le sue doti musicali che furono assecondate con gli studi sotto il maestro Luigi Picchi di Como. Ricoprì la carica di capo cantore e organista nel seminario diocesano di Lugano e addetto all'insegnamento del canto gregoriano. Ordinato sacerdote nel 1951, frequentò dal 1961 a Milano il Pontificio Istituto Ambrosiano di Musica sacra, ottenendo la licenza in musica sacra e con Luigi Agustoni il titolo di prolyta in canto gregoriano. In seguito conseguì il diploma di licenza presso il Conservatorio Giuseppe Verdi di Milano.
Dal 1958, per quindici anni, diresse la corale della cattedrale di San Lorenzo (Lugano), poi insegnò nel Seminario e nel collegio Pio XII a Breganzona e infine diresse la corale Santa Cecilia di Novazzano. Notevole la sua produzione musicale (più di 400 opere): (messe, mottetti, inni, antifone, etc.). La sua composizione del 2000 Inno alla Madre del Signore fu registrata presso gli studi radiofonici della Radiotelevisione Svizzera di lingua italiana (RSI) eseguita dai solisti diretti dal maestro Diego Fasolis. Dal 2012 socio onorario dell'Associazione Ticinese degli Organisti (ATO), viveva a Novazzano.

## Abusi sessuali nella Chiesa
In seguito ad un'inchiesta dell'Università di Zurigo sugli abusi sessuali nella Chiesa cattolica in Svizzera  è emerso che Don Luigi Cansani fu il responsabile di uno dei casi constatati. Una lettera anonima redatta da una cinquantina di parroci e inoltrata al nunzio apostolico in Svizzera, monsignor Martin Krebs, ma anche alla Congregazione dei vescovi e al prefetto del Dicastero per i vescovi, il cardinale Robert Francis Prevost, denuncia la situazione della Chiesa cattolica nel Canton Ticino, anche in relazione a questi fatti che vengono ora alla luce.